# Rainer Weiss

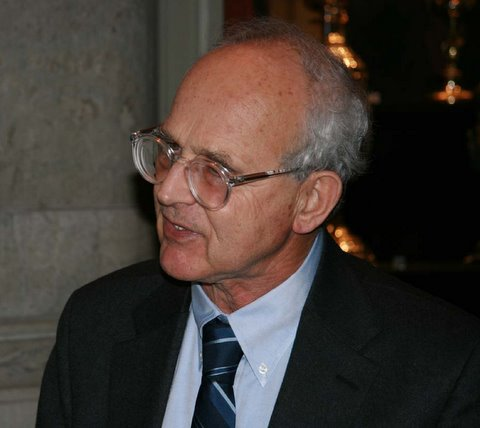
Rainer Weiss (2006)

Rainer Weiss (genannt Rai Weiss; * 29. September 1932 in Berlin) ist ein US-amerikanischer Physiker.
Weiss ist einer der führenden Wissenschaftler beim LIGO-Projekt, in welchem Messungen an Gravitationswellendetektoren durchgeführt werden. 2017 wurde ihm gemeinsam mit Kip Thorne und Barry Barish der Nobelpreis für Physik für entscheidende Beiträge zum LIGO-Detektor und die Beobachtung von Gravitationswellen zuerkannt.

## Leben
Rainer Weiss ist eines von zwei Kindern aus einer jüdisch-christlichen Familie. Sein Vater Friedrich Weiss war Neurologe, Kommunist und Freund der Familie Rathenau. Seine Familie floh vor den Nationalsozialisten in Deutschland zunächst nach Prag und 1938 weiter in die USA.
Weiss ging in New York City zur Schule (Columbia Grammar School) und studierte am Massachusetts Institute of Technology (MIT), wo er 1955 seinen Bachelor-Abschluss machte und 1962 bei Jerrold Zacharias promoviert wurde. Als Post-Doktorand war er bis 1962 an der Tufts University als Instructor und Assistant Professor und danach an der Princeton University, wo er mit Robert Dicke und David Todd Wilkinson zusammenarbeitete. Ab 1964 war er als Assistant Professor am MIT, wo er 1967 Associate Professor und 1973 Professor wurde. Seit 2001 ist er dort Professor Emeritus und gleichzeitig Adjunct Professor an der Louisiana State University.
Zu seinen Doktoranden zählen  Nergis Mavalvala und Rana Adhikari.

## Werk
Weiss befasste sich anfangs mit Atomphysik und der Entwicklung von Atomuhren. Er war in den 1970er Jahren einer der Pioniere bei der Messung des Kosmischen Mikrowellenhintergrunds mit Ballonmessungen und war dann leitend am COBE-Satellit zu dessen Messung beteiligt. Ende der 1980er Jahre spielte er eine führende Rolle bei der Entwicklung der Laserinterferometer für Gravitationswellendetektoren, was ins LIGO-Projekt mündete.

## Ehrungen und Mitgliedschaften
1991 erhielt er die Exceptional Scientific Achievement Medal der NASA für das COBE-Programm. Er ist Mitglied der American Association for the Advancement of Science, der New York Academy of Sciences, der National Academy of Sciences und der American Academy of Arts and Sciences sowie Fellow der American Physical Society (APS). 2000 war er Guggenheim Fellow und 2007 erhielt er den Einstein Prize der APS. 2006 erhielt er als Teil des COBE-Teams den Gruber-Preis in Kosmologie, 2016 erneut, gemeinsam mit anderen in dem LIGO-Team. Ebenfalls 2016 erhielt er den Special Fundamental Physics Prize sowie den Shaw Prize, den Kavli-Preis und den Harvey-Preis. Seit 2016 zählte ihn Thomson Reuters aufgrund der Zahl seiner Zitierungen zu den Favoriten auf einen Nobelpreis (Thomson Reuters Citation Laureates). Für 2017 wurden ihm der Willis-E.-Lamb-Preis und der Prinzessin-von-Asturien-Preis zugesprochen. Ebenfalls 2017 erhielt er den Nobelpreis für Physik für seine entscheidenden Beiträge zum LIGO Detektor und der Observation von Gravitationswellen. 2018 wurde Weiss mit dem Joseph-Weber-Preis für astronomische Instrumentierung ausgezeichnet.

## Schriften
- Gravitational Radiation. In: Reviews of Modern Physics. Centennial Issue 1999
- mit Barish: LIGO and the Detection of Gravitational Waves In: Physics Today. Oktober 1999